# Carlo Cataneo
Carlo Cataneo, a volte indicato come Carlo Cattaneo (Milano, 7 maggio 1930 – Milano, 16 febbraio 2005), è stato un attore e doppiatore italiano.

## Biografia
All'anagrafe Carlo Giuseppe Virginio Cataneo, marito della collega Lina Volonghi, recitò nel cinema e nella televisione. Fu attore nei film Macchie solari (1973) e La terrazza (1980).
In televisione rivestì parecchi ruoli nelle fiction televisive, dette anche "sceneggiati televisivi", andati in onda tra gli anni sessanta e gli anni ottanta. Tra i principali, il ruolo del Conte Attilio nello sceneggiato I promessi sposi (1967), e quello di Sandy Velasco nei cinque episodi di Tenente Sheridan: La donna di cuori (1969); si ricordano inoltre interpretazioni ne I tre camerati, Dossier Mata Hari, L'affare Dreyfus (1968), in cui interpretò uno dei suoi pochi personaggi negativi, Il lutto si addice ad Elettra (1972) e La ragazza dell'addio (1984).
Come doppiatore, fu la voce di Raymond Burr nel film Fuori di testa di Chad Everett nel telefilm Medical Center e di Geraldo Del Rey nella soap opera Luna piena d'amore.
Cremato, le sue ceneri sono al cimitero monumentale di Milano.

## Prosa radiofonica Rai
- L'improvvisazione di Parigi, commedia di Jean Giraudoux, regia di Enzo Ferrieri, trasmessa il 18 luglio 1956.

## Filmografia
- Il Leone di San Marco, regia di Alda Grimaldi – miniserie TV (1969)
- Macchie solari, regia di Armando Crispino (1975)
- Stregone di città, regia di Gianfranco Bettettini (1975)
- Aut Aut - Cronaca di una rapina, regia di Silvio Maestranzi – film TV (1976)
- La commediante veneziana, regia di Salvatore Nocita – miniserie TV (1979)

## Doppiaggio
- Raymond Burr in Kingston - Dossier paura e Fuori di testa
- James Smillie in Ritorno a Eden
- Richard McKenzie in Volo KAL 007 - Alla ricerca della verità (primo doppiaggio)
- Chad Everett in Medical Center
- Brian Keith (2ª voce) in Tre nipoti e un maggiordomo
- Denis Lill ne I sopravvissuti (primo doppiaggio stagioni 1-2)
- Geraldo Del Rey in Luna piena d'amore